# Simca 1000

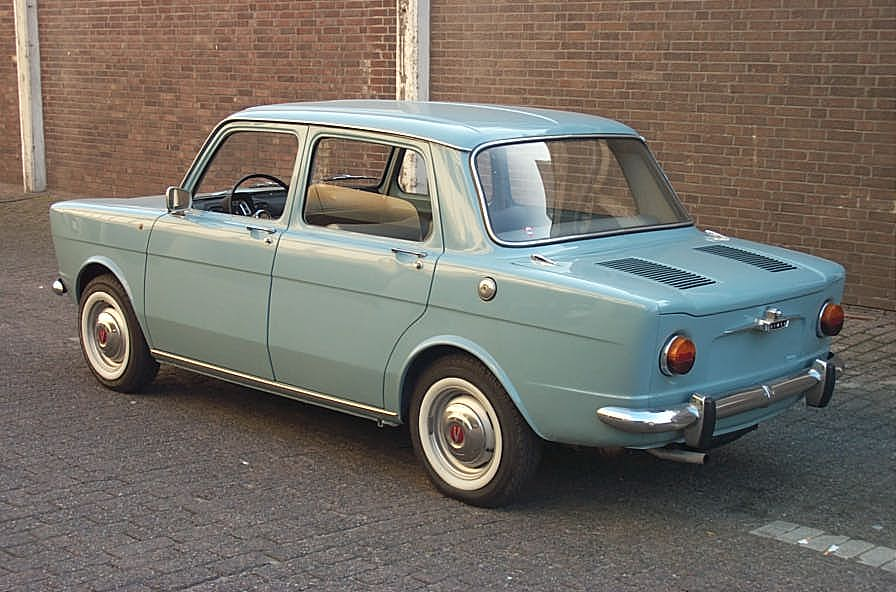
Vista posterior de un Simca 1000

El Simca 1000 es un pequeño automóvil de turismo con cuatro puertas que fue producido por la marca francesa Simca entre 1961 y 1978. En sus diecisiete años de producción fueron vendidas casi dos millones de unidades.

## Historia
A mediados de los años 50, una vez superados los años difíciles de la posguerra, las economías europeas evidenciaban un notable despegue. Con la nueva coyuntura, crecieron las expectativas de popularizar el automóvil, hasta el momento limitado a las clases acomodadas. Se preveía que a medio plazo iba a surgir un gran demanda de automóviles pequeños y económicos.  La Guerra del Sinaí, en 1956, reforzó esta idea al crear una cierta preocupación en los países occidentales en torno al abastecimiento de petróleo. Es entonces cuando Henri Pigozzi, patrón de Simca, se planteó el desarrollo de un modelo de estas características. La idea era hacer una pequeña berlina de tres cuerpos de dimensiones reducidas, con motor trasero y un diseño atractivo de aspecto cuadrado, dotado de cuatro puertas y cuatro asientos cómodos que permitiera desplazar a cinco personas, y que tuviese el adecuado espacio para equipajes en la parte delantera. Simca, que no estaba presente en ese segmento, confiaba en las posibilidades de éxito del futuro modelo: el Renault Dauphine, un todo atrás de cuatro puertas, se estaba vendiendo muy bien. Por otro lado, había que sustituir al Aronde.
Pigozzi recurrió a Fiat para el proyecto. Hacia años que italianos y franceses tenían una buena relación, Simca había producido modelos bajo licencia Fiat en Francia y los italianos tenían una pequeña participación en la marca francesa. Por otro lado, el fabricante de Turín también estaba interesado en desarrollar un modelo popular que fuese mayor que el 500 y el 600. Dante Giacosa, creador de estos dos modelos, coincidía con Pigozzi en que el automóvil del futuro tendría 1000 cm³, pesaría unos 700 kg y consumiría menos de 10 litros a los 100 km.
Como producto de este acuerdo, Simca impulsa el proyecto 950. Fiat, por su parte, inicia dos proyectos paralelos, el 119 y el 122.  El primero partía de la adaptación del motor del Fiat 1100, para reducirlo a 1000 cm³ —en sintonía con la idea de Simca y más del agrado de Giacosa— y el segundo, se trataba de una evolución del 600, agrandando su carrocería y motor. En el equipo de Simca, Oscar Montabone, procedente de Fiat, comanda el departamento de ingeniería y entre los técnicos destaca el ingeniero Rudolf Hruska —exdesarrollador de Alfa Romeo—. Simca ya había hecho algunos bocetos antes de comenzar la colaboración con Fiat. El proyecto 122 se inició sobre la plataforma del 600, que se alargó y se ensanchó. También se colocó el depósito de gasolina atrás, creció el capó y la rueda de repuesto encontró una nueva ubicación delante. Los planos del chasis del proyecto 122 estaban listos en la primavera de 1959. Ese diseño servirá de base para el chasis del proyecto 950.
Paralelamente, Montabone y su equipo empezaron a desarrollar el motor. Para abaratar costes, se emplearon varios elementos del Fiat 600: los soportes del motor y el cambio, la suspensión con brazos oscilantes, el sistema de frenado de cuatro tambores y la dirección de tornillo sin fin —poco avanzada en su momento, suscitaría muchas críticas y sería reemplazada por una de cremallera años después—. Las adaptaciones eran sencillas, bastaban unas pequeñas modificaciones. Pero el desarrollo también se mostró ambicioso en otros aspectos. El motor 944 cm³ era avanzado: estaba equipado con una culata de flujo transversal fabricada en aluminio y el cigüeñal era de cinco apoyos, lo que le confería mayor robustez. Además, se creó en colaboración con Porsche una transmisión sincronizada de 4 velocidades, con la palanca en el piso, en oposición a la tendencia dominante de llevarla en el volante, habitual en coches americanos y europeos. Su funcionamiento sería muy elogiado.
En cuanto a la carrocería, la idea era que tuviese líneas cuadradas. No era la mejor solución, su deficiente aerodinámica penalizaba el consumo y la velocidad, pero se dio prioridad a los dictados de la moda: el Chevrolet Corvair, un todo atrás como el 1000, estaba marcando tendencia. En 1959, Fiat había creado varios prototipos en yeso para el proyecto 122. Uno de ellos agradó a los responsables de Simca y decidieron construir un prototipo de metal. Un equipo de diseñadores de Simca dirigido por Mario Revelli di Beaumont se desplazó hasta las instalaciones de la Fiat en Turín para elaborarlo. El jefe de diseño era Sibona. Pese a las dificultades debidas al poco tiempo disponible y la improvisación consiguieron realizar un buen trabajo.
En 1960, Fiat comunicó a Giacosa la cancelación del proyecto 119. La empresa consideró mejor opción el 122 —que sería sustituido por el 100G, del cual saldría el Fiat 850 en 1964—, más alejada del concepto de los franceses. Desde ese momento, Turín y Poissy seguirían sus caminos por separado.
En la primavera de 1960 el desarrollo del coche se encontraba en una fase avanzada. El objetivo era que estuviese listo para el Salón del Automóvil de París de 1961, en octubre. Comenzaron las pruebas con los primeros prototipos, que revelaron fallos de estabilidad. Con relación a la parte estética, se llamó al diseñador italiano Mario Boano para que hiciese unos retoques de última hora en la carrocería.
La entrada de Chrysler en el accionariado había permitido inyectar liquidez a la empresa, facilitando el desarrollo del proyecto. En 1961 se construyó la planta de montaje sobre las antiguas instalaciones del modelo Vedette que Simca montaba bajo licencia Ford hasta ese año, fruto de un acuerdo con la empresa americana, que hacía unos años se había desvinculado de los franceses. Eran 9000 m²  de instalaciones y 500 nuevas máquinas.
En cuanto al nombre, en un primer momento se pensó en Arielle, denominación continuista respecto al Aronde y el Ariane, modelos anteriores. Luego surgió el inconveniente de que Arielle era el nombre de una marca inglesa de motocicletas. Al final se prefirió un nombre que representase un cambio de rumbo, que sugiriese una nueva etapa. Entonces se decidió que 1000, haciendo referencia a la cilindrada, era la denominación adecuada.
Finalmente, a principios de octubre de 1961 se hizo la presentación ante la prensa en Montlherey y pocos días más tarde fue una de las novedades del Salón del Automóvil de París. Casi un año más tarde aparecería el Renault 8 (para sustituir al Renault Dauphine/Gordini), de similar arquitectura, que se convertiría en rival directo del 1000.

## El Simca 1000 en Chile
El Simca 1000 fue un automóvíl aceptado por la clase media chilena en la década de los setenta. Llegó a ser muy popular debido su potencia, la innovadora palanca de cambios al piso y su carrocería de tres volúmenes y cuatro puertas. Sus competidores fueron el Fiat 1100, el Mini, el Fiat 600 —más vendido que el 1000—, el Renault 4, el Renault 8, el Citroën 2CV, el Fiat 125 y el Austin MG 1300 Mark II. En los 80, lo desplazarían autos japoneses como el Citycar; el Subaru 600; el Suzuki Fronte;  y el Daihatsu Cuore y su variante, el Daihiatsu Max Cuore. Entre sus características más negativas, cabía citar su tendencia a la corrosión en la zona inferior (piso) y el deterioro frecuente de las piezas de la transmisión.
Fue ensamblado por la empresa Nun y Germán, en régimen parcial de CKD. El 50 % de la piezas era de origen nacional y el resto, importadas de Francia. De ese modo, se evitaba pagar la tasa de importación del 200 % que afectaba a los coches de importación.

## El Simca 1000 en Colombia
El primer Simca 1000 producido por Chrysler Colmotores salió al mercado en mayo de 1969, del tipo de la Serie I. Fue el primer modelo fabricado en el país, y salió para la venta al público en la exorbitante suma de 88 500 pesos, más de 5000 dólares; tanto en España como en EE. UU. el precio rondaba los 1700. En 1971, el precio subió a 110 000 pesos, suma muy elevada para la época. El precio fue bajando gracias a las rebajas en los impuestos hasta llegar a 55 000 pesos en 1974 (un poco más de 2200 dólares, un mejor precio en esa moneda no solo por la rebaja, sino por el efecto de la devaluación del peso). También hay que agregar que fue el pionero del automóvil europeo pequeño fabricado en Colombia.
A pesar del elevado precio, tuvo éxito de inmediato. Para adquirirlo había listas de espera que sobrepasaban los seis meses. Esto cambiaría en 1972 con la salida al mercado de Renault 4 colombiano, su eterno competidor en el país. Las versiones deportivas del Simca 1000 fueron los modelos Rallye, que se fabricaron en Francia, España y Colombia. El Simca 1000 fue el auto preferido por muchos corredores de velocidad y rallyes en Colombia, ganando todo tipo de carreras y campeonatos nacionales durante más de 30 años. La Copa Marlboro de velocidad, las Copas Correcaminos y Doria Promasa de Rallyes de finales de los años setenta, tal vez algunas de las competiciones más espectaculares y divertidas que se hayan disputado en el país.

## El Simca 1000 en EE. UU. y Canadá
A comienzos de la década de los 60, las importaciones de automóviles europeos en Estados Unidos estaban registrado un aumento considerable, debido principalmente al impacto que tuvo el fenómeno de ventas del VW Escarabajo/Vocho, automóvil que llegó a alcanzar una cuota de mercado del 5%, creando así una demanda de coches pequeños y económicos. Fiat (1100, 600), Renault (Dauphine, R-8), Saab (750 GT), Hillman, NSU (Prinz), etc. aprovecharon la coyuntura y se establecieron en los mercados estadounidense y canadiense. La respuesta de las tres grandes fue importar automóviles de sus filiales europeas. En 1964, Chrysler, que acababa de hacerse con el control de Simca en Francia, decidió traer el Simca 1000 de 944 cc. No solo se aprovechada de la popularidad de los cheap wheels europeos, sino también del éxito del Chevrolet Corvair, un todo atrás de tres volúmenes muy admirado por su línea.  La versión importada se distinguía del modelo europeo por unas discretas modificaciones estéticas para adecuarlo al gusto americano y darle una apariencia más distinguida. Las mayores diferencias estaban en el frontal: faros mayores, una pequeña moldura plateada  encima del parachoques —flanqueada por dos pequeños intermitentes redondos, a la altura de la tangente vertical interior de los faros— y un bigote cromado con el logotipo de la marca más arriba. Además, los neumáticos eran de banda blanca. Los probadores de la revista Car and Driver criticaron la imprecisión de la dirección en firmes ondulados y la sensibilidad al viento lateral. Destacaron su manejabilidad, unas prestaciones aceptables y su bajo consumo. Durante estos primeros años solo se comercializó una única versión. El precio era de unos 1600 dólares.
En 1966, llegaron tres versiones renovadas, Standard, De Luxe y GLS (la más equipada). Los precios iban de los 1550 a los 1600 dólares. Interiormente, el cambio más destacado era el del salpicadero: plano, con el velocímetro longitudinal (igual que el modelo europeo), que sustituía al primitivo inclinado con una semicúpula que envolvía el velocímetro. En ese momento, la estrategia comercial de Chrysler fue la de hacer hincapié en su publicidad del completo equipamiento de los 1000 y la garantía de 50 000 km o 5 años. Entre los accesorios, el auto llevaba radio, tapizado del maletero, espejo de cortesía, ventilador, asientos delanteros reclinables, lujosos guarnecidos interiores de vinilo a juego con la carrocería, etc. En 1968, se introdujo un GLS renovado, con nuevo motor de la misma cilindrada (944 cm³). Estéticamente se diferenciaba por una falsa calandra parecida a la del modelo europeo, que rodeaba parcialmente los faros y a la que se le embutieron los intermitentes; interiores, como en el modelo anterior. Además, montaba protectores de goma en los parachoques y unas defensas de tubo. Las letras de Simca presidían el frontal, entre los faros, sustituyendo al bigote cromado de los modelos anteriores. En la parte trasera, la matrícula iba sobre una placa negra con los bordes cromados que incluía dos luces de marcha atrás en los lados.
En el año 1969, se rebautizó al modelo, que a partir de ese año se llamaría 1118, en referencia a la cilindrada de su nuevo motor —era costumbre de Chrysler denominar a sus modelos por el cubicaje—. Hubo alguna modificación estética en la carrocería. El frontal lucía ahora una falsa calandra más parecida a la del modelo europeo, con intermitentes en los costados y otros más centrados, estos integrados en la calandra. En la parte trasera, un fino marco cromado envolvía la matrícula. En la parte trasera, un fino marco cromado envolvía la matrícula. Además, llevaba reposacabezas de serie en los asientos delanteros (inexistentes en el resto de los mercados) y las suspensiones se rediseñaron. Chrysler lo posicionó como segundo coche, hecho remarcado en la publicidad («You have the perfect second car»). Fue su último año. Sería sustituido por el 1200, que estuvo en catálogo hasta 1972, año en que Chrysler dejó de importar Simcas debido a su escaso éxito comercial. Al final, se vendieron aproximadamente unas 55 000 unidades del Simca 1000 en EE. UU. entre 1964 y 1969, muy lejos de las cifras asombrosas de los Escarabajo. A esas unidades, vendidas por Chrysler, hay que sumarle las importaciones directas, 629 en 1967 y 438 en 1968.

## El Simca 1000 en España
En 1961, año del lanzamiento del modelo en Francia, nada hacía pensar que se pudiera comercializar el Simca 1000 en España. Por aquel entonces, había una política industrial muy proteccionista que privilegiaba a los fabricantes nacionales. La importación estaba muy restringida y, además de tener que pagar un fuerte arancel, era necesario obtener un permiso de las autoridades. 
Pero todo cambió dos años más tarde, cuando Barreiros, fabricante nacional de vehículos industriales, creó una sociedad conjunta con la multinacional norteamericana Chrysler. Barreiros tenía problemas financieros derivados de una política expansiva basada en la venta a plazos. Ante la imposibilidad de conseguir recursos en España, inició negociaciones con el gigante de Detroit y acabó alcanzándose un acuerdo. Para los españoles, además del aporte de liquidez, suponía una oportunidad de colocar sus productos a escala mundial a través de la red de distribución de Chrysler. Y para los norteamericanos, el acuerdo era un paso más en su plan para establecerse en Europa. A diferencia de GM y Ford, que habían iniciado sus actividades desde cero, su estrategia consistía en asociarse a otros constructores europeos. En Francia ya habían constituido una sociedad con Simca y en Inglaterra con Roots. 
La nueva sociedad, Barreiros Chrysler, acordó la fabricación de dos modelos en la factoría de Villaverde; por un lado, el Dodge Dart, un automóvil al gusto norteamericano en el que Chrysler tiene mucha confianza, y por otro lado, el Simca 1000, un modelo mucho más acorde a las características del mercado español de la época. 
A finales de 1965, después de un demorado proceso de ampliación y acondicionamiento de las plantas para la fabricación de los nuevos modelos, se lanzó en España el Simca 1000. El eslogan utilizado en el lanzamiento: “cinco plazas con nervio”, no fue muy afortunado ya que la picaresca popular le sacó en seguida un mote que resultaba peyorativo: “El filete del pobre, porque era para cinco, y con nervio”. 
El Renault 8 había aparecido en el mercado español unos meses antes. La estrategia comercial de ambos modelos iba dirigida a captar un mercado de familias que se habían iniciado en el automóvil por mediación del SEAT 600 y que a mediados de los años sesenta estaban en posición de cambiarlo por un automóvil de mejores prestaciones. La dualidad se hizo patente en la publicidad, en las estrategias e incluso en los propietarios que defendían con ardor la decisión de haberse decantado por uno u otro coche.
Las previsiones iniciales fueron muy optimistas, en la prensa de la época la compañía se refiere a “los 70 000 Simca 1000 que serán fabricados en 1967”. La realidad fue otra bien distinta, y en su primer año solo consiguen vender 34 710 unidades. El desfase fue debido a que Chrysler pecó de ambiciosa y exigió esas cifras en su acuerdo con los españoles. Barreiros ya había hecho un estudio de mercado y sabía que ni de lejos se podrían conseguir los objetivos. La tónica continuó en 1967, con 31 250 unidades matriculadas. En enero de 1970 se llega a la unidad 100 000, muy por debajo de las expectativas.
Entre los motivos que se citan para explicar la tibia acogida destacan dos, el precio es algo elevado —en algunas versiones por encima del de su competidor directo, el Renault 8— y su línea un poco anticuada. Con respecto al precio, el número alto de versiones —5— conllevó un encarecimiento. Además, las posibilidades de personalización del modelo no tenían parangón en la época, baste decir que se podía escoger entre 9 colores de la carrocería y 17 tipos de tapicería para el interior. En 1970, un año después de que la familia Barreiros vendiese sus acciones a Chrysler —la empresa pasó a denominarse Chrysler España—, en un intento de corregir esta política y ofrecer un mejor precio, tres versiones —Normal, GL y GLS— se funden en una, llamada ahora GL, y se eliminan algunos accesorios. Y todavía hay que decir que la llegada del Simca trajo algo inédito hasta la fecha, la disponibilidad inmediata de los automóviles —una consecuencia de la sobrecapacidad de producción en los primeros años—. Lo habitual eran plazos de entrega muy demorados, que se podían alargar hasta el año, como en el caso del Seat 600. Pero ni siquiera esa ventaja sirvió para impulsar las ventas.

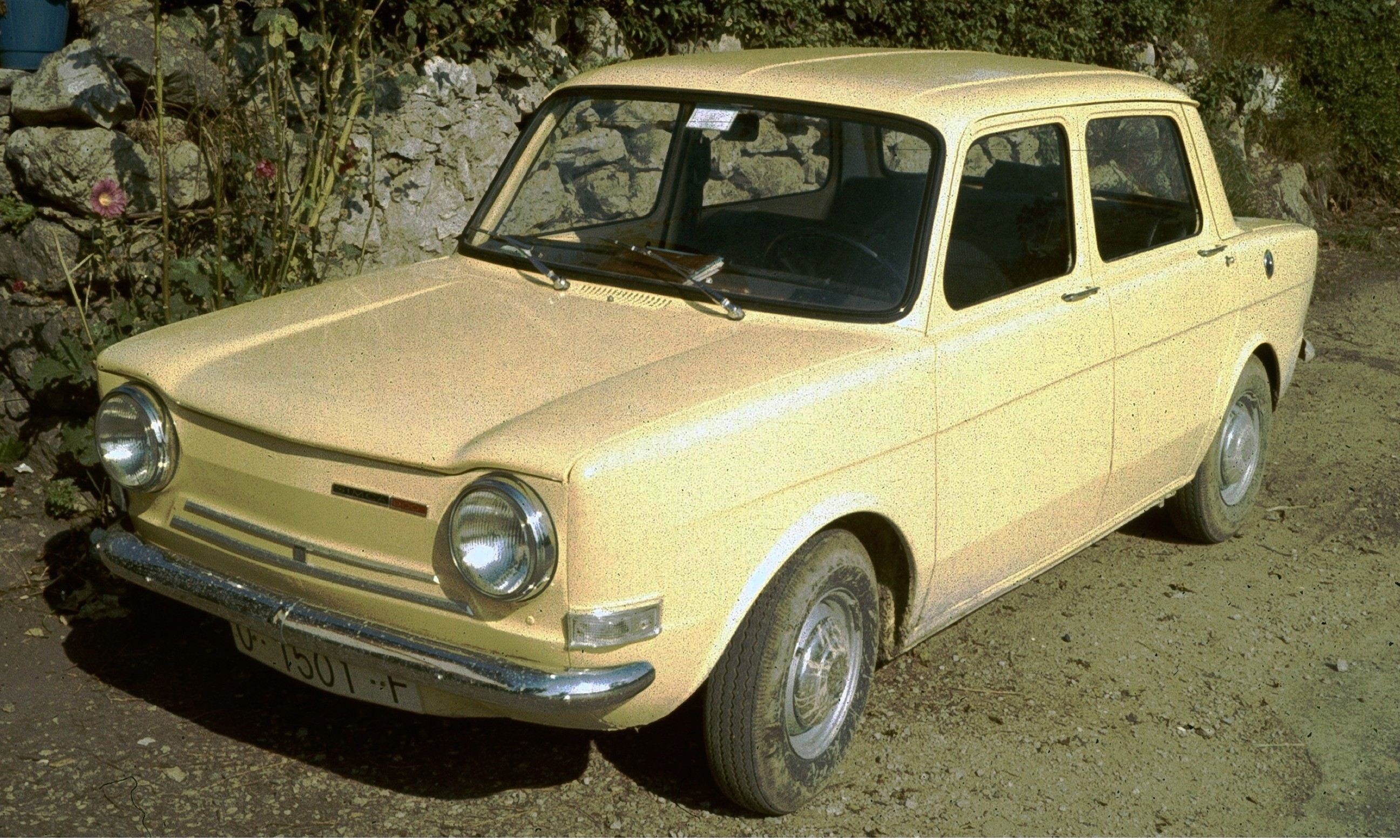
Simca 1000 español.

En 1969, se produjo una renovación, tanto estética como mecánica. La dirección, que era de tornillo y sector desde el inicio, evolucionó para ser de cremallera —más precisa y segura— y se estrenó un nuevo motor, de la misma cilindrada y parecida potencia, pero que ofrecía un funcionamiento más refinado. Además, se modernizó el aspecto de la carrocería. En el frontal se instalaron unos faros más grandes, una falsa calandra y se colocaron los intermitentes en los costados. En la parte trasera los intermitentes eran ahora mayores y cuadrados. Esto supuso un impulso de las ventas en otros países, como Francia e Italia, pero en España no tuvo un gran efecto. 
En 1970 se lanzó un modelo con motor de 844 cm³ (38 CV DIN) —que se aprovechaba de una fiscalidad ventajosa (menos de 850 cm³)—, un equipamiento reducido y un precio más asequible, el Simca 900. Pese a la reducción de cilindrada, la respuesta del motor seguía siendo alegre. Sin embargo, su precio, pese a ser más bajo que el del 1000, no constituyó un argumento contundente para atraer las ventas según la prensa especializada: “En cuanto al precio este modelo entra en directa competencia con sus rivales de la citada categoría véase: Mini 850, Seat 850 especial, etc., sin que a pesar de las diferencias con el Simca 1000 se haya logrado igualarlo en precio con sus competidores”.
Al desaparecer, bien avanzados los años setenta, se habían fabricado en todo el mundo más de un millón seiscientas mil unidades, de las cuales 232 168 salieron de las factorías españolas de Villaverde.
En los años 80, se popularizó la canción Qué difícil es hacer el amor en un Simca 1000 del grupo de música pop español de Los Inhumanos.

## Características técnicas más importantes
SIMCA 1000. Año de Presentación: 1964. 
Carrocería: autoportante de chapa con cuatro puertas. Número de plazas: cuatro. Conducción: volante a la Izquierda. 
Motor: gasolina. Longitudinal-Trasero con 4 cilindros. Cilindrada: 944 cm³ Diámetro: 68 mm. Carrera: 65 mm. Potencia: 52 CV SAE (42 CV DIN). Refrigeración: por agua y anticongelante en circuito cerrado. Alimentación: carburador vertical monocuerpo 32. Encendido: por bobina y distribuidor Delco. Generador: dínamo. Batería de 12 V. 
Caja de cambios de cuatro velocidades y marcha atrás. Existió una versión con cambio automático por triple variador. Propulsión Trasera. 
Dirección: de tornillo y sector. Frenos: Hidráulicos Delanteros de Tambor, traseros de Tambor. 
Suspensión: Delantera. Independiente con una ballesta transversal motada en un solo punto con amortiguadores hidráulicos telescópicos y barra estabilizadora. Trasera: independiente con Muelles y amortiguadores hidráulicos telescópicos. 
Dimensiones (en metros): Largo: 3,84. Ancho: 1,48. Alto: 1,36. Batalla: 2,22. Vía delantera. 1,26. Vía trasera: 1,27 Peso: 785 kg
Velocidad máxima: 122 km/h

## Vertiente deportiva
A finales de los 60 y comienzos de los 70, una de las opciones más asequibles para iniciarse en las competiciones automovilísticas eran las versiones deportivas de modelos populares como el NSU TT, el Renault 8 Gordini (Francia), el Renault 8 TS (España) y los Fiat 500 y 600 Abarth. Se trataba de automóviles muy ligeros con motor y tracción traseros —como el Simca 1000— que, con una buena puesta a punto de motor y suspensiones, resultaban rápidos, ágiles y estables.
En 1970, Chrysler se decide a explotar el potencial deportivo del 1000 —entre 1964 y 1966, Abarth ya había producido versiones deportivas—. En España, se lanza el 1000 GT, que sirve de base para el campeonato monomarca Desafío Simca —una respuesta a la exitosa Copa Renault 8-TS, que había comenzado su singladura en 1969—. Dicho modelo aparece con un motor de 1204 cm³ que rinde 61 CV. Exteriormente, se distingue de los modelos normales por una pequeña placa en el frontal, justo encima del parachoques, en la que destacan las letras GT en la derecha, al lado de una bandera de cuadros, lo que da una idea de las pretensiones del fabricante. El motor, muy brioso, recibe elogios de la prensa especializada. Sin embargo, su estabilidad desluce el resultado final: con un reparto de pesos muy descompensado, el tren delantero es demasiado ligero y el coche tiende a levantar las ruedas delanteras en las zonas reviradas de pavimento irregular. Asimismo, estrena dirección de cremallera, muy directa, lo que supone una ventaja para la conducción deportiva, pero, a su vez, exige cierta destreza para evitar que el coche sea ingobernable en línea recta. Un año más tarde se lanza una versión mejorada, el 1000 GT Rally, cuya potencia y par aumentan respectivamente hasta los 74 CV a 6000 rpm y 10,2 mkg a 4200 rpm. En gran medida, este incremento se debe a la incorporación de un carburador de doble cuerpo. Hay que tener en cuenta que el motor tiene mucha facilidad para subir de vueltas si se carbura adecuadamente. Este modelo lleva además servofreno y una caja de cambios de origen Porsche. Sin embargo, no se corrige el problema de la estabilidad. Estos modelos, aunque destinados a servir de base para preparaciones, también son apreciados para su uso cotidiano por quienes buscan una alternativa más briosa a los coches asequibles de la época. En 1972 se abandona su fabricación y su lugar es ocupado por el 1000 Special, también con motor de 1204 cm³, pero menos potente.
Con relación a Francia, en 1970 se presenta el 1000 Rally, cuyo motor de 1118 cm³ es, curiosamente, algo más pequeño que el del GT español. En 1972, se lanza el 1000 Rallye 1, de 1294 cm³, que desarrolla 63 CV SAE a 5600 rpm y un par máximo de 10 mkg a 2800 rpm. Su estabilidad es bastante mejor que la de su equivalente hispano. En este sentido, se nota que la batería y el radiador van ahora alojados en el compartimento delantero y que se han instalado unos amortiguadores más firmes. En el mismo año, pocos meses después, aparece el Rallye 2, que se distingue, entre otras características, por montar un motor de 1294 cm³ y 82 CV a 6000 rpm, con un par máximo de 11 mkg a 4600 rpm. En 1976 la potencia del Rallye 2 aumentaría hasta los 86 CV.
Todas estas variantes deportivas tienen como objeto servir de base para preparaciones homologadas bajo las especificaciones grupo 1 y grupo 2. En España, surgen varios preparadores que logran muy buenos resultados. Entre ellos, cabe destacar a Santiago Martín Cantero, Juncosa, Santacreu y Autosport. Este último, concesionario catalán de la marca, preparó el auto con el que Antonio Zanini, futuro campeón de Europa de rallyes, logró sus primeros éxitos. Los preparadores subsanan los defectos de estabilidad de las unidades de serie recortando los muelles y alterando la geometría de la suspensión (ángulo de caída negativo). Además, se afina la mecánica. Respetando las especificaciones del grupo 2 se llegan a conseguir 130 CV, que es el límite razonable de la mecánica de 1294 cm³ según Santiago Martín Cantero. El auge de las competiciones permite asimismo que la industria auxiliar empiece a fabricar componentes especiales. Targa, Necto, Champion e Iresa —fundada en esa época y recordada por sus colectores de escape— son colaboradores del Desafío Simca.
En Colombia, donde el 1000 se ensamblaba con lotes importados de piezas, los concesionarios Crump y ABC comercializan sendas versiones preparadas con el aval de la matriz Chrysler. La de Crump deriva del GT Rallye español y se vende entre 1972 y 1973. Y la versión de ABC tiene su origen en el Rallye francés, al cual supera. Ambos obtuvieron bastante éxito durante los años 70 en Colombia, tanto en circuito como en rallyes.
En 1976, sale en España el 1000 Rallye. El motor tiene ahora 1294 cm³ y desarrolla 63 CV a 5600 rpm. El par máximo es de 10 mkg a 2400 rpm. Por fin se corrigen los defectos de estabilidad señalados por la prensa especializada. Se logra adoptando la solución francesa de colocar la batería y el radiador —embutido debajo del parachoques— en la parte delantera, por un lado, y rebajando la suspensión y endureciendo los muelles, por otro lado. El comportamiento en curva es ahora impecable. De paso, al colocar el radiador delante, se logra atenuar los problemas de calentamiento en el motor. En el apartado negativo, cabe decir que viene equipado con un carburador monocuerpo.

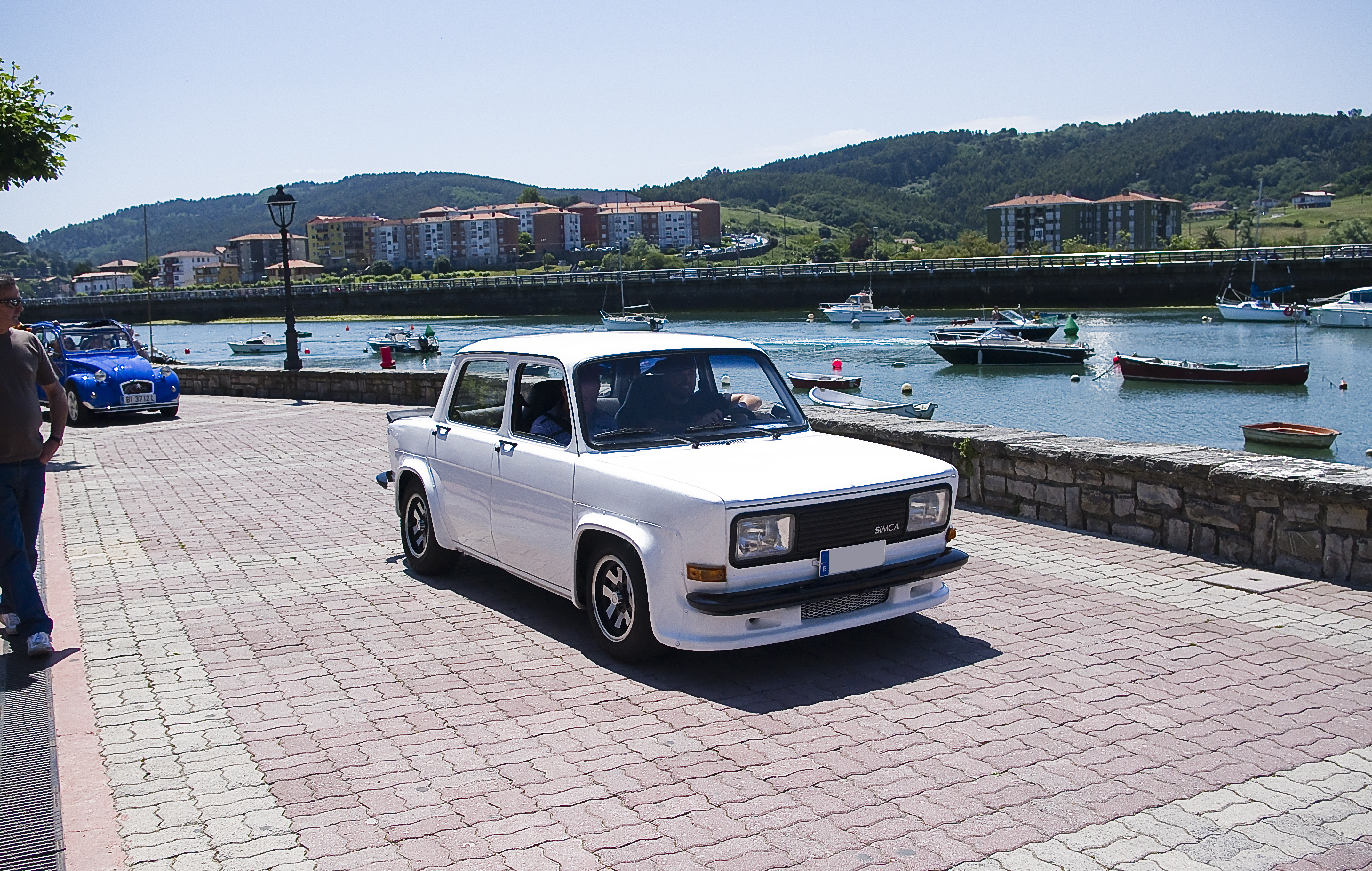
Simca 1000 Rallye 3

A finales de 1977, para poner un brillante punto final a su trayectoria, aparece el 1000 Rallye 3, afinado como nunca, en una serie limitada de 1000 ejemplares, producidos exclusivamente en Francia, que son despachados en pocos meses. La fábrica lo ha creado pensando en su homologación para grupo 2. Son 103 CV a 6200 rpm y 13,05 mkg a 4900 rpm, que le permiten una velocidad máxima de 183 km/h. Su aspecto no deja lugar a dudas, casi todos en color blanco, con los faros cuadrados, lleva faldón delantero y aletines agrandados en el mismo color que la carrocería. Además, se le coloca un alerón trasero de color negro. A diferencia de otras versiones anteriores, no exhibe ningún tipo de bandas decorativas. Para identificarlo, en la parte trasera, encima del intermitente, se colocan las letras «Rallye 3» en negro. La mecánica recibe una serie de mejoras para adecuarla a un uso deportivo exigente. En este sentido, también se refuerza la suspensión. 
A finales de los 70, a pesar de haberse dejado de fabricar, el 1000 Rallye sigue resultando competitivo. Su mecánica es robusta y las preparaciones no son muy costosas. Los preparadores lo conocen bien, lo han exprimido al máximo y hasta bien entrados los años 80 serán muy habituales en las subidas. En la actualidad, aún pueden verse muchos de ellos compitiendo en la categoría de clásicos.

## La colaboración con Abarth
Una de las ideas que rondaban la cabeza de Pigozzi durante el desarrollo del Simca 1000 era la de producir una versión deportiva. Para ello se fijó en el preparador Abarth. Admiraba sus recientes éxitos deportivos con coches basados en modelos Fiat y pensó que podría hacer un buen trabajo con el 1000. A través de su consultor técnico, Rudolf Hruska, excolega de Marco Abarth en Cisitalia —un pequeño constructor de vehículos de competición ya desaparecido—, Pigozzi contactó con el preparador italiano y rápidamente se pusieron de acuerdo. En 1961 firmaron un acuerdo para construir un cupé sobre la plataforma del 1000 y una versión deportiva de la berlina, para lo cual Simca enviaría 100 unidades del modelo a Abarth.
El desarrollo del cupé fue rápido. Cuatro meses después de la aparición del Simca 1000 en París, se presentó el Abarth Simca Cupé 1300 GT en el Salón de Ginebra de 1962. El automóvil montaba un motor de 1.3 litros y doble árbol de levas en cabeza, creado ex profeso por el preparador. Del modelo de serie se aprovechaban el cambio y la dirección. La marca francesa apenas había participado en el proyecto, razón por la cual Carlo Abarth decidió anteponer su nombre al de Simca en la denominación del cupé. El automóvil era rápido y ligero: enseguida comenzó a conseguir triunfos en diversas carreras.
Las modificaciones en la berlina demandaron más tiempo. En octubre de 1963, dos años después de la firma del acuerdo, Abarth presentó cuatro modelos potenciados del Simca 1000 en el Salón del Automóvil de Turín. Todos ellos llevaban un motor de 1137 cm³ derivado del que impulsaba al modelo de serie, al que se le había aumentado la cilindrada. Exteriormente, poco los distinguía del modelo base. La versión de entrada, de 55 CV, más adecuada para el uso cotidiano, llevaba en el frontal una banda roja con el nombre del modelo y el escudo del escorpión. A las otras tres, destinadas a la competición, incorporaban además una calandra de rejilla que dejaba pasar aire al radiador —con ventilador eléctrico—, el cual había sido desplazado a la parte delantera desde su ubicación original, a un lado en el vano motor. En el interior, destacaba un completo cuadro de instrumentos —que incluía cuentarrevoluciones, manómetro de presión del aceite y termómetro para el agua— y un volante deportivo de radios con el emblema del escorpión. Asimismo, se montaron frenos de disco en las cuatro ruedas. La gama estaba escalonada en función de la potencia, que se conseguía básicamente subiendo la compresión y montando diferentes carburadores. Las versiones SS y Corsa, destinadas a la competición, incluían algunas modificaciones para adaptarlas a su uso, como refuerzos en el chasis o amortiguadores más cortos. Opcionalmente, podían montar un cambio de 6 velocidades.
| Modelo                  | Potencia | Velocidad máxima | carburador             |
| ----------------------- | -------- | ---------------- | ---------------------- |
| Simca Abarth 1150       | 55 CV    | 151 km/h         | Solex B 32 PBIC        |
| Simca- Abarth 1150 S    | 58 CV    | 156 km/h         | Solex B 32 PBIC        |
| Simca Abarth 1150 SS    | 65 CV    | 160 km/h         | Solex doble cuerpo C32 |
| Simca Abarth 1150 Corsa | 85 CV    | 170 km/h         | Doble Weber DCOE       |

Los coches se expusieron en el estand de la marca italiana. Ello dejaba entrever el escaso interés de Chrysler en el proyecto. Los de Detroit, que un año habían comprado las acciones de Fiat en Simca, controlando de ese modo la empresa, se hallaban en pleno proceso de expansión de su negocio en Europa y no les interesaban mucho las competiciones automovilísticas. Por otro lado, Pigozzi, que paulatinamente fue perdiendo peso en la empresa —sería reemplazado en la presidencia por Georges Héreil en 1963—, poco pudo hacer para revertir la situación.

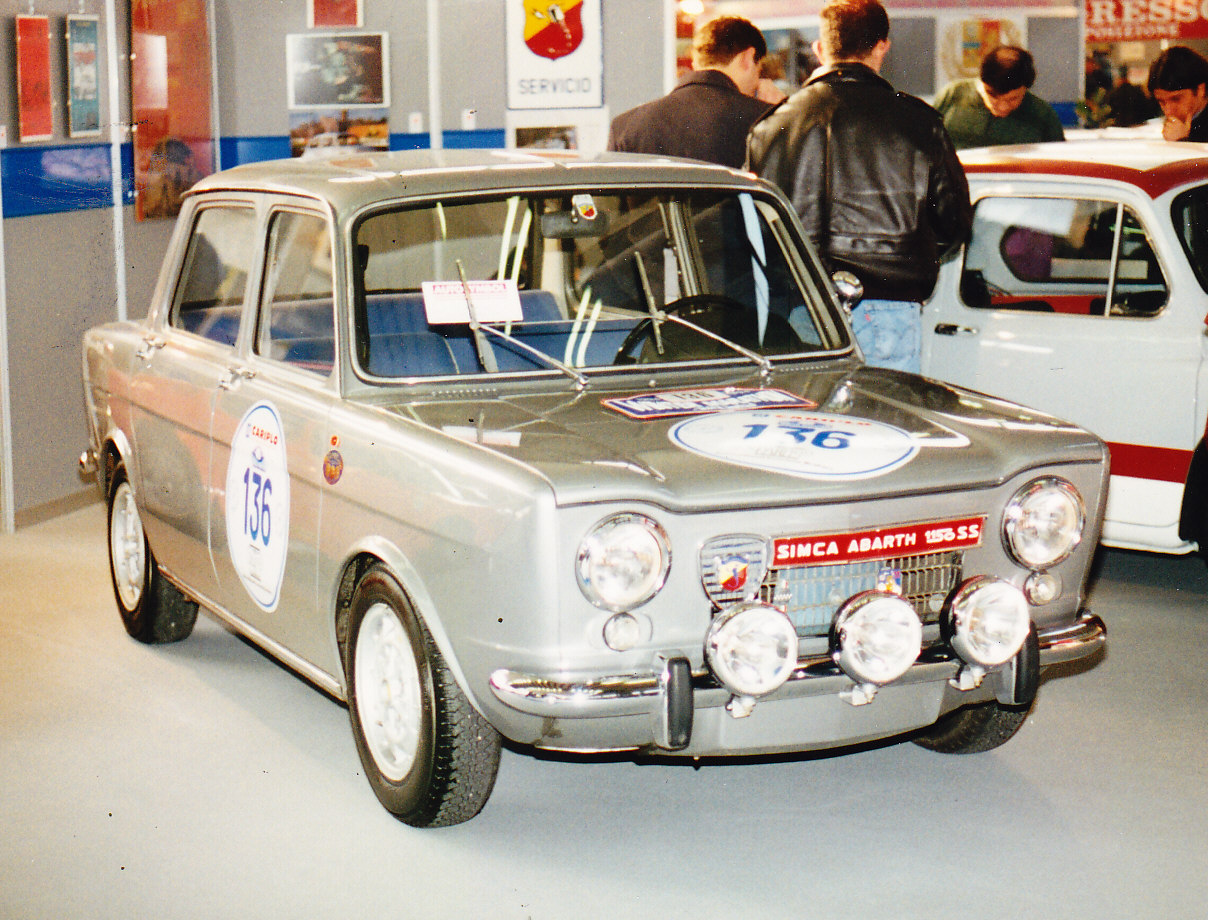
Simca 1150 SS Abarth

A finales de 1963, el preparador italiano comenzó a vender el 1000 en Alemania e Italia a través de su red de distribuidores. En enero de 1964 se obtuvo la homologación FIA para competir en la categoría GT, lo que suponía un pequeño impulso para el modelo. Poco después Abarth intentó sin éxito convencer a Chrysler para que comercializasen los Simca Abarth en Francia. Finalmente, la empresa de Detroit les comunicó que no renovarían su acuerdo de colaboración, el cual acaba a finales de 1964. Ello supuso un varapalo para Abarth que frustró prematuramente una aventura que prometía mucho. Solo se conseguirían fabricar unas pocas unidades más. A principios de 1965 se suspendió la producción. Meses antes había muerto de un infarto Pigozzi, quien, resignado, tuvo que ver durante los dos últimos años de su vida cómo se rompía su sueño de crear una división deportiva en Simca.
La ruptura del acuerdo de colaboración con Abarth dejó el camino expedito al Renault 8 Gordini, un automóvil de concepción parecida a la del 1000 que logró muchos triunfos deportivos en la segunda mitad de los años 60. Curiosamente, coincidiendo con la jubilación del modelo del rombo, Chrysler cambió de idea en 1970 y vino a legitimar, con el lanzamiento del Simca Rallye y la creación de los campeonatos monomarca Desafío Simca (España) y Challenge Simca (Francia), la idea que una década antes habían alumbrado Carlo Abarth y Henri Pigozzi. El Rallye sería un referente deportivo durante toda la década de los 70.
Pese a que en términos de producción el Simca Abarth 1150 fue una mera anécdota en la historia del Simca 1000, los pocos modelos que se conservan están muy cotizados.

## Especificaciones técnicas
Las características de las diversas versiones de la gama Simca 1000 se resumen en el siguiente cuadro. El precio está expresado en francos franceses y se refiere al momento en que fue lanzado en el mercado italiano:
| Simca 1000 (1961-78) |               |              |                |                     |                   |                     |                    |               |                   |                                  |
| Modelo | Versión       | Motor        | Cilindrada cm³ | Potencia CV DIN/rpm | Par máximo Nm/rpm | Frenos (ant./post.) | Peso en vacío (kg) | Velocidad max | Año de producción | Precio fecha de lanzamiento (FF) |
| Sim'41 | base          | Tipo 359     | 777            | 31/6000             | 45/2600           | T/T                 | 765                | 120           | 1969-70           | 6.595                            |
| Sim'41 | base          | Tipo 359     | 777            | 33/6000             | 45/2600           | T/T                 | 765                | 125           | 1970-73           | 7.190                            |
| 900 0.82 | base          | Tipo 315     | 844            | 38/6000             | 64/3500           | T/T                 | 720                | 130           | 1964-78           | - 2                              |
| 900 | base          | Tipo 315     | 944            | 39/5200             | 64/3400           | T/T                 | 720                | 130           | 1963-66           | 5.950                            |
| 1000 | base          | Tipo 315     | 944            | 34/4800             | 64/3400           | T/T                 | 720                | 125           | 1961-66           | 6.490                            |
| 1000 | L             | Tipo 315     | 944            | 39/5200             | 64/3400           | T/T                 | 720                | 130           | 1966-68           | 6.200                            |
| 1000 | L             | Tipo 349     | 944            | 40/5600             | 65/3400           | T/T                 | 730                | 134           | 1968-69           | 6.200                            |
| 1000 | LS            | Tipo 315     | 944            | 39/5200             | 64/3400           | T/T                 | 730                | 130           | 1966-68           | 6.600                            |
| 1000 | LS            | Tipo 349     | 944            | 40/5600             | 65/3400           | T/T                 | 730                | 134           | 1968-69           | 6.600                            |
| 1000 | LS            | Tipo 349 S 3 | 944            | 44/6000             | 63/2200           | T/T                 | 775                | 134           | 1970-76           | 7.995                            |
| 1000 | GL            | Tipo 315     | 944            | 39/5200             | 64/3400           | T/T                 | 730                | 130           | 1963-68           | 6.750                            |
| 1000 | GL            | Tipo 349 S   | 944            | 42/5600             | 67/3300           | T/T                 | 730                | 134           | 1968-69           | 6.900                            |
| 1000 | GLS           | Tipo 315     | 944            | 39/5200             | 64/3400           | T/T                 | 740                | 130           | 1965-68           | 7.350                            |
| 1000 | GLS           | Tipo 349 S   | 944            | 42/5600             | 67/3300           | T/T                 | 775                | 130           | 1968-69           | 7.350                            |
| 1000 | GLS           | Tipo 349 S   | 944            | 44/6000             | 63/2200           | T/T                 | 775                | 130           | 1970-72           | 8.745                            |
| 1000 | GLS           | Tipo 3514    | 1118           | 53/5800             | 81/3600           | T/T                 | 785                | 145           | 1972-75           | -                                |
| 1000 | GLE/GLS/Extra | 1D1          | 944            | 44/6000             | 63/2200           | T/T                 | 775                | 130           | 1975-76           | 10.5005                          |
| 1000 | Spécial       | Tipo 351     | 1118           | 50/5800             | 77/3000           | T/T                 | 785                | 140           | 1969-70           | 8.995                            |
| 1000 | Spécial       | Tipo 351     | 1118           | 55/5800             | 85/2800           | D/T                 | 790                | 145           | 1970-72           | 9.515                            |
| 1000 | Spécial       | Tipo 3716    | 1294           | 60/5400             | 94/2800           | D/T                 | 790                | 155           | 1972-75           | -                                |
| 1000 | Spécial       | 1E1          | 1118           | 53/5800             | 81/3600           | D/T                 | 790                | 145           | 1975-76           | -                                |
| 1000 | SR            | 1E1          | 1118           | 53/5800             | 81/2800           | D/T                 | 810                | 150           | 1975-76           | -                                |
| 1000 | SR            | 1G1          | 1294           | 60/5400             | 94/2800           | D/T                 | 820                | 155           | 1975-76           | -                                |
| 1000 | Rallye        | Tipo 351     | 1118           | 55/5800             | 85/2800           | D/T                 | 785                | 145           | 1970-72           | 8.695                            |
| 1000 | Rallye 1      | Tipo 3716    | 1294           | 60/5400             | 94/2800           | D/T                 | 790                | 155           | 1972-77           | -                                |
| 1000 | Rallye 2      | 1G4          | 1294           | 82-86/6000-6200     | 108/4600          | D/D                 | 860                | 170           | 1972-77           | 12.900                           |
| 1000 | Rallye 3      | 1G4C         | 1294           | 103/6200            | 128/4900          | D/D                 | 880                | 183           | 01/1978-05/1978   | 29.700                           |
| 1005 | GLS           | 1D1          | 944            | 40/5800             | 64/2200           | T/T                 | 795                | 130           | 1976-78           | 15.100                           |
| 1006 | GLS           | 1E1          | 1118           | 55/5800             | 81/3400           | D/T                 | 810                | 142           | 1976-78           | 17.420                           |
| Note: 1Solo para el mercado francés 2Solo para el mercado español 3dal 1973 el código del motor 349 S cambia a 1D1 4Dal 1973 el código del motor 351 cambia a 1E1 5El precio se refiere a la versión económica GLE 6Dal 1973 El código del motor 371 cambia a 1G1 |               |              |                |                     |                   |                     |                    |               |                   |                                  |

## Cifras de producción[24]
| 1961  | 1962    | 1963    | 1964    | 1965    | 1966    | 1967   | 1968   | 1969    | 1970    | 1971    | 1972    | 1973    | 1974   | 1975   | 1976   | 1977   | 1978   | TOTAL     |
| ----- | ------- | ------- | ------- | ------- | ------- | ------ | ------ | ------- | ------- | ------- | ------- | ------- | ------ | ------ | ------ | ------ | ------ | --------- |
| 3 048 | 105 503 | 168 554 | 108 106 | 108 155 | 133 951 | 96 032 | 81 595 | 108 619 | 109 451 | 104 119 | 111 542 | 112 273 | 90 178 | 73 350 | 67 536 | 54 132 | 26 460 | 1 691 004 |

1961: de julio a diciembre. 1978: de enero a mayo.